# کلیسای اید
کلیسای اید (به نروژی: Eide kyrkje) یک کلیسای منطقه‌ای در شهرستان اید در استان موره او رومسدال کشور نروژ است. این کلیسا در روستای اید قرار دارد. کلیسای اید در سال ۱۸۷۱ میلادی از چوب سفید ساخته شده و معمار آن جیکوب ویلهلم نوردن بود. این کلیسا گنجایش ۳۴۰ تن را دارد.